# Epiplema rotunda
Epiplema rotunda är en fjärilsart som beskrevs av W. Warren 1909. Epiplema rotunda ingår i släktet Epiplema och familjen Uraniidae. Inga underarter finns listade i Catalogue of Life.